# آث أو إس

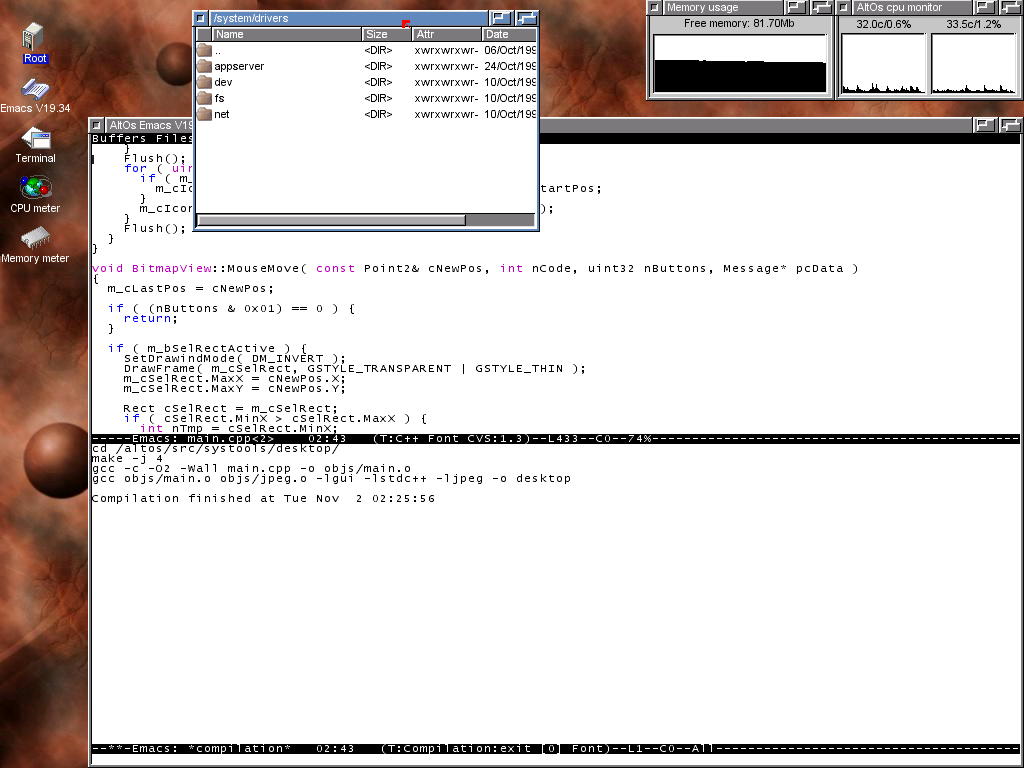

AtheOS هو نظام تشغيل سطح مكتب حر ومفتوح المصدر صُمم هذا النظام لكي يعمل مع معالجات Intel وAMD، يأتي اسمها اختصاراً من كلمة AthenaOS (اثينا أو اس)، توقف تطوير هذا النظام ونتيجة لذلك ظهر نظام تشغيل آخر مبني عليه وهو Syllable.

## ماضي AtheOS
بدأ هذا النظام في عام 1994 على يد Kurt Skauen وتوقف تطويره في عام 2000، على الرغم من أن النظام كان مفتوح المصدر إلا أن مبرمجه لم يقبل المساهمات في تطويره.

## مواضيع ذات صلة
Syllable خليفة AtheOS .